# Ordre de l'Écharpe
L'ordre de l'Écharpe est un ordre de chevalerie féminin fondé en 1387 par Jean Ier de Castille.

## Historique

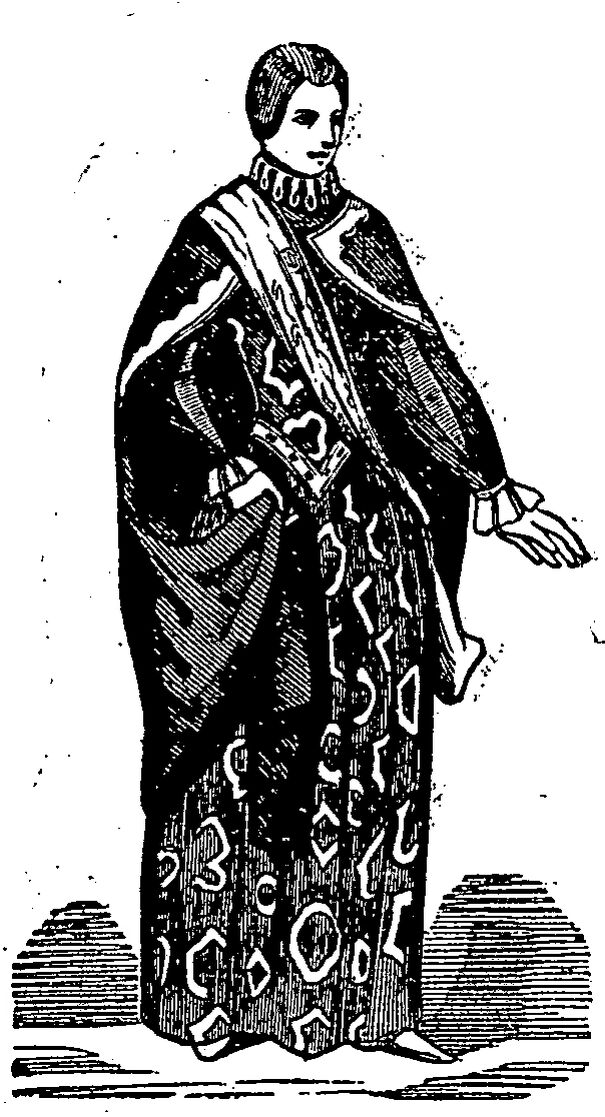
Chevalière de l'Écharpe.

L'ordre de l'Écharpe (ou des Dames de l'Écharpe,) est un ordre fondé en 1387 par Jean Ier de Castille afin d'honorer les femmes de Palencia, au royaume de Castille, qui défendirent vaillamment leur cité assiégée par des troupes anglaises et les firent battre en retraite,.

## Attributs
En mémoire du courage montré, le roi de Castille autorisa les chevalières de l'ordre à porter une écharpe d'or, à l'instar des chevaliers de l'ordre de la Bande, et à bénéficier des mêmes honneurs et privilèges que leurs homologues masculins,,.
Le nom de l'ordre se réfère à la forme de l'insigne, un ruban d'or porté en écharpe.